# Herbert Laming
William Herbert Laming, baron Laming, (né le 19 juillet 1936) est un travailleur social britannique et membre de la Chambre des lords. Il est animateur des pairs crossbenchers de 2011 à 2015 et président de comités de 2015 à 2016 .

## Biographie
Né à Newcastle upon Tyne, Laming étudie les études sociales appliquées à l'Université de Durham en 1960.
Laming travaille comme agent de probation et assistant social psychiatrique à Nottingham, avant de partir au Hertfordshire County Council en 1971, devenant directeur des services sociaux en 1975.
En 1990, son département est fortement critiqué pour sa gestion d'une affaire centrée sur des allégations faites aux services sociaux du Hertfordshire par le père d'une jeune fille qui craignait que sa fille ne soit agressée sexuellement par le petit ami de sa mère. L'enfant est interrogée devant sa mère, une violation des directives officielles. La police et les services sociaux effectuent une perquisition de nuit dans sa maison et emmènent sa fille chez sa mère et le petit ami de sa mère. Laming lui refuse l'accès à un rapport d'enquête interne. En 1995, l'ombudsman du gouvernement local fait un constat de « mauvaise administration avec injustice » à l'encontre du département.
Laming est inspecteur en chef de l'Inspection des services sociaux de 1991 à 1998. Il travaille comme conseiller auprès de la Local Government Association et est un ancien président de l'Association of Directors of Social Services. Il est impliqué dans de nombreuses organisations de services sociaux.
En 1985, Laming est fait Commandeur de l'Ordre de l'Empire britannique. Il est fait chevalier en 1996 et est créé pair à vie le 27 juillet 1998 sous le titre de baron Laming, de Tewin dans le comté de Hertfordshire. En 1999, il reçoit un doctorat honorifique en sciences de son ancienne université, Durham.
En 2000, il est nommé chef de l'enquête Harold Shipman, à l'origine une enquête privée. Cependant, les proches des victimes de Shipman voulaient une enquête publique, et ils obtiennent un Contrôle juridictionnel, forçant l'enquête à devenir publique. Janet Smith remplace Laming en tant que présidente. La même année, il enquête également sur la gestion au sein des services pénitentiaires britanniques.
En 2001, il préside l'enquête publique sur la mort de Victoria Climbié, âgée de huit ans. La nomination de Laming est controversée en raison de son précédent poste de chef du département des services sociaux du conseil du comté de Hertfordshire. Le porte-parole libéral-démocrate Paul Burstow déclare que « les conclusions du médiateur dans l'affaire Hertfordshire doivent soulever des questions sur la nomination de Lord Laming à la tête de cette enquête » ; et le porte-parole du Parti conservateur Liam Fox déclare: "Je pense que le gouvernement aurait peut-être dû y réfléchir à deux fois et peut-être, même encore, y réfléchira-t-il à nouveau". Le ministère de la Santé déclare qu'ils sont "pleinement convaincus qu'il est la bonne personne pour mener l'enquête". Son rapport final est publié le 28 février 2003 et conduit à de nombreuses réformes de la protection de l'enfance. Le rapport conduit à la formation du programme Every Child Matters, un cadre pour améliorer la vie des enfants ; l'introduction de la loi sur les enfants de 2004, une loi du Parlement qui fournit la base législative pour la plupart des réformes ; la création de ContactPoint, une base de données qui contient des informations sur tous les enfants en Angleterre et au Pays de Galles et la création du poste de commissaire à l'enfance, pour coordonner les efforts visant à améliorer la protection de l'enfance.
Lord Laming est nommé en novembre 2008 pour enquêter sur les services sociaux britanniques à l'échelle nationale à la suite du décès de Baby P . Le sujet provoque des discussions animées à la Chambre des communes entre Gordon Brown et David Cameron, obligeant le président de la Chambre à intervenir à plusieurs reprises pour rétablir l'ordre.
En juin 2011, Lord Laming est élu président des pairs Crossbenchers à la Chambre des Lords, poste qu'il quitte en septembre 2015, lorsqu'il devient président des comités. Il est membre du Conseil privé en juin 2014 .